# A Nazionale 1972-1973
La A Nazionale 1972-1973 è stata la 33ª edizione del massimo campionato greco di pallacanestro maschile. La vittoria finale è stata ad appannaggio del Panathīnaïkos.

## Risultati

### Stagione regolare
|     | Squadra            | G  | V  | P  | PF | PS | Pt. | Qualificazione            |
| --- | ------------------ | -- | -- | -- | -- | -- | --- | ------------------------- |
| 1.  | Panathīnaïkos      | 26 | 24 | 2  |    |    | 50  |                           |
| 2.  | Olympiakos         | 26 | 23 | 3  |    |    | 49  |                           |
| 3.  | AEK Atene          | 26 | 21 | 5  |    |    | 47  |                           |
| 4.  | PAOK Salonicco     | 26 | 16 | 10 |    |    | 42  |                           |
| 5.  | XAN Salonicco      | 26 | 14 | 12 |    |    | 40  |                           |
| 6.  | Īraklīs Salonicco  | 26 | 13 | 13 |    |    | 39  |                           |
| 7.  | Panellīnios        | 26 | 12 | 14 |    |    | 38  |                           |
| 8.  | Aris Salonicco     | 26 | 11 | 15 |    |    | 37  |                           |
| 9.  | Sporting Atene     | 26 | 11 | 15 |    |    | 37  |                           |
| 10. | Pagrati Atene      | 26 | 11 | 15 |    |    | 37  |                           |
| 11. | Maroussi           | 26 | 11 | 15 |    |    | 37  |                           |
| 12. | Apollon Kalamariás | 26 | 8  | 18 |    |    | 34  |                           |
| 13. | Esperos Kallithea  | 26 | 7  | 19 |    |    | 33  | retrocesse in B Nazionale |
| 14. | Nikī Volos         | 26 | 0  | 26 |    |    | 26  | retrocesse in B Nazionale |

| A Nazionale 1972-1973    |
| ------------------------ |
| Panathīnaïkos 12º titolo |

## Formazione vincitrice
| N° | Naz.              | Ruolo | Sportivo            |  | Alt. |  |
| -- | ----------------- | ----- | ------------------- |  | ---- |  |
|    | Grecia (bandiera) | AP    | Apostolos Kontos    |  |      |  |
|    | Grecia (bandiera) | C     | Dīmītrīs Kokolakīs  |  | 215  |  |
|    | Grecia (bandiera) |       | Takīs Korōnaios     |  |      |  |
|    | Grecia (bandiera) |       | Chrīstos Iordanidīs |  |      |  |
|    | Grecia (bandiera) |       | Chrīstos Kefalos    |  |      |  |
|    | Grecia (bandiera) |       | Charīs Papazoglou   |  |      |  |
|    | Grecia (bandiera) |       | Andreas Chaikalīs   |  |      |  |
|    | Grecia (bandiera) |       | Andreas Papantoniou |  |      |  |
|    | Grecia (bandiera) |       | Giannis Dimaras     |  |      |  |
|    | Grecia (bandiera) |       | Houseas             |  |      |  |
|    | Grecia (bandiera) |       | Poulidis            |  |      |  |
|    | Grecia (bandiera) |       | Koumanakos          |  |      |  |
|    | Grecia (bandiera) |       | Bogdanos            |  |      |  |
|    | Grecia (bandiera) | All.  | Kōstas Mourouzīs    |  |      |  |